# Or blanc (série télévisée)
Pour les articles homonymes, voir Or blanc (homonymie).
Or blanc est une série télévisée ivoirienne en huit épisodes de cinquante-deux minutes, réalisée par Johanna Boyer-Dilolo et Clément Boyer-Dilolo, produite par On est ensemble Productions et dont le premier épisode est diffusé le 28 août 2024 sur Canal+ Première.
La série se déroule à Man, à l'ouest de la Côte d'Ivoire, avec les acteurs Guy Kalou, Franck Vlehi, Takou D'Assié, Fatou Zongo et, entre autres, Edwige Kouamé.

## Synopsis
Man, une ville à l'ouest de la Côte d'Ivoire entourée des Dix-huit Montagnes, est frappée par la disparition d'un jeune garçon, puis par une série de meurtres rituels. L'enquête policière réunit alors un duo totalement opposé : Landry, un commissaire quinquagénaire expérimenté et Rita, une médium.

## Fiche technique
- Titre : Or blanc[1]
- Réalisation : Johanna Boyer-Dilolo et Clément Boyer-Dilolo
- Scénario : Johanna et Clément Boyer-Dilolo
- Musique : Clément Boyer-Dilolo
- Photographie : Abdul Aziz Diallo, Talal Khoury, Qini Kone	et Samuel Ouedraogo
- Montage : Véronique Algan, Billie Belin et Evrard Daté
- Production : Samantha Biffot, Pierre-Adrien Ceccaldi
- Sociétés de production : On est ensemble Productions
- Société de distribution : Canal+ International
- Diffuseur : Canal+ Première
- Genre : Drame, thriller, policier et fantastique
- Format : 8 x 52'
- Pays de production :  Côte d'Ivoire
- Langue originale : français
- Date de sortie : 
  -  Côte d'Ivoire : 28 août 2023[2]

## Distribution
Source pour la distribution
- Guy Kalou : Landry Bailly
- Takou D'Assié : Rita Koffi
- Fatou Zongo : Djoliba Siaka
- Edwige Kouamé : Amma Coulibaly
- Franck Vlehi : Blaise Domoraud
- Innocent Bassande : Zadi
- Fortuné Akakpo : le préfet Akpé
- Christelle Tiémoko : Assita
- Abdoul-Karim Konaté : le commissaire Lago
- Bacome Niamba : la prêtresse
- Gilles Lago : Digbeu
- Christian Eboua : Michael Powers
- Stéphane Sébime : Hippolyte Droh
- Al Houssein Sidibé : Soumaoro Siaka
- Davila N'Guessan : Pélagie Domoraud
- Sylvain Gbaka : Guédé
- Djaouratou Bancé : Djoliba Siaka adolescente
- Wahab Bancé : Soumaoro Siaka adolescent

## Production
La série Or blanc est tournée en Côte d'Ivoire dans la ville de Man, dans la région des Dix-huit Montagnes ainsi qu'à Abidjan et Bassam. Elle est réalisée par le couple Johanna Boyer-Dilolo et Clément Boyer-Dilolo, cofondateurs du collectif Effet Phi. La production de la série fait suite à l'obtention, en 2019, de la Bourse Beaumarchais SACD Télévision. Le tournage commence trois ans après l'attribution de cette bourse.
L'avant-première a lieu le 24 août 2024 à Abidjan dans la salle de cinéma Majestic,. La première saison, qui comporte 8 épisodes, est diffusée sur la chaîne Canal+ Première pour la première fois le 28 août 2024 en Côte d'Ivoire.

## Distinctions
- Bourse Beaumarchais SACD, commission télévision 2019, pour son écriture.
- Prix de la Meilleure Série longue lors de la deuxième édition du Festival Dakar Séries en octobre 2024[8],[9],[10].